# إيفان سان ميغيل
إيفان سان ميغيل (بالإسبانية: Ivan San Miguel) هو لاعب جمباز إسباني، ولد في 12 يناير 1985.

## روابط خارجية
- إيفان سان ميغيل على موقع الاتحاد الدولي للجمباز (biography) (الإنجليزية)
- إيفان سان ميغيل على موقع أوليمبيديا (الإنجليزية)